# Chrysopilus neimongolicus
Chrysopilus neimongolicus är en tvåvingeart som beskrevs av Yang 1991. Chrysopilus neimongolicus ingår i släktet Chrysopilus och familjen snäppflugor.
Artens utbredningsområde är Nei Mongol (Kina). Inga underarter finns listade i Catalogue of Life.